# Адонис Стивенсон — Александр Гвоздик
Адонис Стивенсон против Александра Гвоздика (англ. Adonis Stevenson vs. Oleksandr Gvozdyk) — поединок в профессиональном боксе за титул чемпиона мира по версии World Boxing Council (WBC) в полутяжёлом весе, которым обладал Стивенсон. На момент боя оба боксёра имели титулы чемпионов мира в полутяжёлом весе по версии WBC, причём Стивенсон был регулярным, а Гвоздик — временным чемпионом. Бой состоялся 1 декабря 2018 года на арене «Videotron Centre» (Квебек, Канада) и завершился победой Александра Гвоздика нокаутом в 11-м раунде.
16 марта 2018 года Александр Гвоздик победил единогласным судейским решением француза Мехди Амара и завоевал титул временного чемпиона мира в полутяжёлом весе по версии WBC (англ. interim World Boxing Council World Light Heavyweight Title). 19 мая того же года действующий чемпион мира в полутяжёлом весе по версии WBC (англ. World Boxing Council World Light Heavyweight Title) — Адонис Стивенсон — свёл вничью бой против шведа Баду Джека и защитил чемпионский титул. В сентябре стало известно о том, что бой между Стивенсоном и Гвоздиком должен пройти 1 декабря 2018 года в Квебеке. Тогда же стало известно, что Гвоздик сменил тренера. Его новым тренером стал американец Тедди Атлас.
Поединок проходил в равной борьбе. Стивенсон предпочитал боксировать первым номером и пробивать акцентированные удары, а Гвоздик сделал ставку на перемещения и неакцентированные комбинации ударов. На первых секундах третьего раунда Александр провёл мощный правый удар, из-за которого Стивенсон оказался на настиле ринга. Однако рефери Майкл Гриффин не стал отсчитывать Адонису нокдаун. В 10-м раунде Стивенсон сумел потрясти Гвоздика, однако тот начал клинчевать, и канадцу не удалось развить успех, но в следующем раунде украинец потряс Стивенсона, а на последней минуте раунда отправил последнего в нокаут.
После боя Стивенсон был доставлен в больницу, где был введён в состояние искусственной комы для нейтрализации последствий внутричерепного кровоизлияния. Через три недели после этого жена Стивенсона официально заявила о том, что он вышел из состояния комы.

## Предыстория
С 2013 года Адонис Стивенсон не провёл ни одной обязательной защиты принадлежавшего ему чемпионского титула по версии WBC, откупаясь от претендентов. Это вынудило WBC организовать специальный турнир, победитель которого стал бы обязательным претендентом на титул. Первоначально планировалось, что украинский боксёр Александр Гвоздик проведёт поединок против обязательного претендента на титул — колумбийца Элейдера Альвареса. Однако колумбиец отказался от этого поединка.
После отказа Альвареса Гвоздику был найден новый оппонент — французский боксёр Мехди Амар (34-5-2, 16 КО). Поединок состоялся 16 марта 2018 года на арене «Madison Square Garden» (Нью-Йорк, США), на кону стоял титул временного чемпиона мира по версии WBC. Поединок проходил с переменным успехом, и Гвоздику не удалось достичь в нём абсолютного преимущества. По истечении 12 раундов поединка победу единогласным решением судей одержал Гвоздик. Бой стал 1999-м титульным в истории WBC.
19 мая 2018 года состоялся бой за титул чемпиона мира по версии WBC между действующим чемпионом Адонисом Стивенсоном (29-1-1) и шведским претендентом Баду Джеком (22-1-2). Первые раунды боя выиграл Стивенсон, затем инициатива перешла к претенденту из Швеции. Однако в 11-м раунде Стивенсон вновь начал активно работать. В итоге была присуждена ничья, двое судей выставили счёт — 114:114, а один 115:113 — в пользу Джека. После боя действующий чемпион заявил о возможности проведения боя-реванша.
В сентябре 2018 года стало известно, что поединок Стивенсон — Гвоздик пройдёт 1 декабря 2018 года в Квебеке. В том же месяце стало известно о том, что Гвоздик сменил тренера. Его новым тренером стал американец Тедди Атлас. По словам Атласа, главным его условием было убедиться в том, что «он [Гвоздик] и его семья — хорошие люди».
30 ноября состоялось официальное взвешивание перед поединком. Гвоздик весил 79 кг, а Стивенсон — 79,2 кг.

## Мнения

### Букмекерские ставки
По мнению букмекеров, фаворитом в поединке был Гвоздик. Ставки на победу украинца принимались с коэффициентом от 1,53 до 1,67, в то время как ставки на канадского боксёра варьировались в промежутке от 2,2 до 2,5. Ничья считалась самым маловероятным результатом, ставки на неё принимались с коэффициентом от 23 до 26.

### Прогнозы на бой
Моя задача — быть быстрее, умнее, более сконцентрированным, всегда на шаг впереди.— Александр Гвоздик

Мои болельщики приходят за нокаутами, а не за тем, чтобы смотреть 12 раундов. Они хотят увидеть соперника на канвасе. А я точно знаю, что мне нужен всего один удар.— Адонис Стивенсон
Российский спортивный журналист Александр Беленький считал, что фаворитом в поединке был канадец. По мнению Беленького, у Гвоздика было мало опыта для встречи с таким опытным соперником, как Стивенсон. Чемпион мира в полутяжёлом весе по версии WBO Элейдер Альварес полагал, что досрочную победу должен был одержать канадец.
По мнению украинского боксёра Дениса Беринчика, победу должен был одержать Александр Гвоздик техническим нокаутом или нокаутом в 6-м или 7-м раундах.

## Ход поединка

Александр Гвоздик в июне 2018 года

Начиная с 1-го раунда, Стивенсон занял центр ринга и начал работать первым номером. Этот раунд прошёл в разведке, оба боксёра пытались найти удобную для себя дистанцию. Гвоздик сумел донести до цели прямой неакцентированный удар, после чего его соперник нанёс акцентированный левый хук. На последних десяти секундах раунда Стивенсону удалось довести до цели два хука. Во втором раунде канадец пробил сильный прямой удар, от которого Гвоздик не смог защититься. После этого украинец начал более активно передвигаться по рингу, пытаясь зашагнуть оппоненту за ногу. Стивенсон же работал преимущественно комбинациями, которые Александр принимал на защиту.
На первых секундах третьего раунда Александр провёл мощный правый удар, из-за которого Стивенсон оказался на настиле ринга. Однако рефери Майкл Гриффин не засчитал это падение за нокдаун. После этого падения Гвоздик начал активнее работать в атаке, но в конце раунда он пропустил акцентированный левый боковой удар от Адониса. В четвёртом раунде Гвоздик продолжил активно перемещаться по рингу, тем самым не давая своему сопернику попасть по себе акцентированным ударом. Однако во время одной атак Гвоздик всё же пропустил несколько силовых ударов от Стивенсона. В пятом раунде Гвоздик начал атаковать канадца прямыми ударами, а во время одной из контратак смог нанести тому комбинацию из двух ударов по голове и корпусу. Шестой раунд был самым спокойным за весь поединок, атаки канадца не доходили до цели, а украинский спортсмен отдал предпочтение передвижениям по рингу, при этом практически не атакуя.
В седьмом раунде Александру удалось довести до цели апперкот (удар снизу). Однако Адонис Стивенсон в ответ попытался атаковать его по корпусу. Большинство атак не увенчались успехом, но в конце последней минуты раунда одна из них всё же дошла до цели. В следующем раунде Гвоздик нанёс силовой удар в корпус Стивенсона, но тот ответил аналогичным ударом. После этого украинец вновь начал активно перемещаться по рингу. Во время «концовки» (последних 10 секунд) раунда украинец смог трижды провести одиночные удары, что привело к тому, что Стивенсон начал отступать. Девятый раунд начался с комбинации, которую сумел провести канадец. В середине раунда Гвоздик попал по сопернику акцентированным ударом, после чего тот был вновь вынужден отступить. На третьей минуте раунда Стивенсон сумел донести акцентированный левый хук, но Гвоздик смог ответить на него.
Десятый раунд начался с попадания Стивенсона прямым ударом. В середине раунда действующему чемпиону удалось потрясти Гвоздика и чуть было не отправить того в нокдаун. После этого Гвоздик начал клинчевать соперника. В конце раунда украинец сумел провести насколько точных ударов. В 11-м раунде Гвоздик акцентированным ударом потряс Стивенсона, после чего прижал его к канатам, но не сумел развить успех. На последних секундах раунда украинец выпустил около десяти акцентированных ударов, которые пришлись в цель, что повлекло за собой нокаут Стивенсона.

Из всех мастеров обуженной техники Стивенсон был самым выдающимся и, наверное, самым обуженным. Всё сводилось, по сути, к одному удару — левому прямому (Стивенсон — левша). Последний противник, Баду Джек, сумел закончить бой с ним вничью. Гвоздик нокаутировал его в 11-м раунде. И ни о какой случайности здесь не может идти речи, пусть Александр и уступал на двух картах из трёх, а на третьей была ничья. Измотанный Стивенсон пропустил этот удар, как раз когда созрел для него. Александр, которому весело в бою, и закончил его тогда, когда он должен был закончиться. Стивенсона не хватило бы ещё на один раунд.— Александр Беленький

### Судейские записки
| Судья           | Боксёры           | Раунд | Раунд | Раунд | Раунд | Раунд | Раунд | Раунд | Раунд | Раунд | Раунд | Раунд | Раунд | Итого |
| Судья           | Боксёры           | 1     | 2     | 3     | 4     | 5     | 6     | 7     | 8     | 9     | 10    | 11    | 12    | Итого |
| --------------- | ----------------- | ----- | ----- | ----- | ----- | ----- | ----- | ----- | ----- | ----- | ----- | ----- | ----- | ----- |
| Джек Вудборн    | Адонис Стивенсон  | 10    | 10    | 9     | 10    | 10    | 10    | 10    | 9     | 10    | 10    | —     | —     | 98    |
| Джек Вудборн    | Александр Гвоздик | 9     | 9     | 10    | 9     | 9     | 9     | 9     | 10    | 9     | 9     | —     | —     | 92    |
|                 |                   |       |       |       |       |       |       |       |       |       |       |       |       |       |
| Гвидо Каваллери | Адонис Стивенсон  | 10    | 10    | 9     | 10    | 10    | 9     | 10    | 9     | 9     | 10    | —     | —     | 96    |
| Гвидо Каваллери | Александр Гвоздик | 9     | 9     | 10    | 9     | 9     | 10    | 9     | 10    | 10    | 9     | —     | —     | 94    |
|                 |                   |       |       |       |       |       |       |       |       |       |       |       |       |       |
| Майк Росс       | Адонис Стивенсон  | 10    | 10    | 9     | 9     | 10    | 10    | 9     | 9     | 10    | 9     | —     | —     | 95    |
| Майк Росс       | Александр Гвоздик | 9     | 9     | 10    | 10    | 9     | 9     | 10    | 10    | 9     | 10    | —     | —     | 95    |

По мнению тренера Гвоздика — Тедди Атласа, судьи не могли быть компетентными из-за того, что были соотечественниками Стивенсона. Про канадского судью Джека Вудборна он высказался следующим образом: «98:92 — это просто какая-то шутка, настоящее преступление. У этого арбитра должны отобрать лицензию».

## Андеркарт
Комментарий: Андеркарт — предварительные боксёрские бои перед основным поединком вечера.
В таблице перечислены результаты всех поединков боксёров.
В каждой строке указан результат поединка. Дополнительно номер поединка обозначен цветом, который обозначает итог поединка. Расшифровка обозначений и цветов представлена в нижеследующей таблице.
| Пример | Расшифровка                     |
| ------ | ------------------------------- |
|        | Победа                          |
|        | Ничья                           |
|        | Поражение                       |
|        | Планируемый поединок            |
|        | Поединок признан несостоявшимся |
| КО     | Нокаут                          |
| ТКО    | Технический нокаут              |
| PTS    | Решение судей (по очкам)        |
| UD     | Единогласное решение судей      |
| MD     | Решение большинства судей       |
| SD     | Раздельное решение судей        |
| RTD    | Отказ от продолжения боя        |
| DQ     | Дисквалификация                 |
| NC     | Поединок признан несостоявшимся |

| Боксёр                            | Итог        | Боксёр                             | Примечания                                                                        |
| --------------------------------- | ----------- | ---------------------------------- | --------------------------------------------------------------------------------- |
| Адонис Стивенсон (29-1-1)         | KO11 (12)   | Александр Гвоздик (15-0)           | Бой за титул чемпиона мира в полутяжёлом весе по версии WBC.                      |
| Крис Намус (24-4)                 | UD10 (10x2) | Мари Еве Дикер (13-0)              | Бой за титул чемпиона мира в первом среднем весе среди женщин по версии IBF.      |
| Шакил Финн (19-2)                 | MD10 (10)   | Дарио Бредичан (17-0-1)            | Бой за титул интерконтинентального чемпиона во втором среднем весе по версии IBF. |
| Микаэль Зевски (31-1)             | UD10 (10)   | Аарон Эррера (35-8-1)              | Бой за титул интернационального чемпиона по версии WBC.                           |
| Оскар Ривас (24-0)                | UD10 (10)   | Фабио Мальдонадо (26-0)            | Бой за титул чемпиона в тяжёлом весе по версии NABF.                              |
| Александр Тесленко (14-0)         | TKO3 (6)    | Эдсон Сезар Антонио (40-7-1)       |                                                                                   |
| Аарон Прайор-младший (20-11-2)    | UD6 (6)     | Гилберто Перейра душ Сантуш (14-8) |                                                                                   |
| Дьедонн Уилфред Сейи Нсенге (1-0) | TKO3 (4)    | Фернандо Гальван (4-1)             |                                                                                   |
| Себастьян Бушар (17-1)            | TKO3 (8)    | Витор Джонс (15-2)                 |                                                                                   |

## Трансляции поединка
| Канал      | Страна  |
| ---------- | ------- |
| Showtime   | США     |
| Интер      | Украина |
| Матч! Боец | Россия  |
| Матч ТВ    | Россия  |

## После боя
Нокаут оказался тяжёлым для Стивенсона, он долго не мог прийти в себя. В раздевалке канадцу стало плохо, после чего он был доставлен в больницу. Его промоутер Ивон Мишель заявил, что бывший чемпион находится в критическом состоянии в реанимации. Затем появилась информация, что Адонис Стивенсон был введён медиками в состояние искусственной комы для нейтрализации последствий внутричерепного кровоизлияния. После этого ряд боксёров и функционеров (среди которых был и Гвоздик), а также WBC выразили поддержку канадскому боксёру. 17 декабря появилась информация о том, что Стивенсон вышел из комы, но вскоре она была опровергнута его промоутером. Через неделю после этого жена Стивенсона официально подтвердила, что Адонис вышел из состояния комы.
Благодаря победе Александр Гвоздик существенно поднялся в рейтинге сайта BoxRec. Так, в рейтинге лучших боксёров вне зависимости от весовой категории украинец поднялся с 68-го на 13-е место, а в рейтинге полутяжёлого веса занял 2-ю позицию. Одним из поздравивших украинца с победой был чемпион по версии WBA Дмитрий Бивол, который также изъявил желание провести объединительный поединок против Гвоздика.

## Видео
- Трансляция бой Адонис Стивенсон — Александр Гвоздик на телеканале Интер (Украина) на YouTube
- Трансляция бой Адонис Стивенсон — Александр Гвоздик на телеканале Матч ТВ (Россия) на YouTube
- Трансляция бой Адонис Стивенсон — Александр Гвоздик на телеканале Showtime (США) на YouTube